# Das wissenschaftliche Bibellexikon im Internet
Das Wissenschaftliche Bibellexikon (WiBiLex) ist ein frei im Internet zugängliches, von Theologen und anderen Fachwissenschaftlern erstelltes Bibellexikon.

## Entstehung und Aufbau
WiBiLex wurde 2004 von Klaus Koenen als Internetprojekt der Deutschen Bibelgesellschaft begründet. Erste Beiträge erschienen 2008. Das Lexikon ist noch im Aufbau. Nach Abschluss sollen 3000 Einträge aus den Bereichen Altes Testament und Neues Testament abrufbar sein. Auch nach der Vervollständigung des Lexikons sollen Einträge bei Bedarf immer wieder aktualisiert werden. Das Lexikon richtet sich an Theologiestudierende, Pfarrerinnen und Pfarrer, Religionslehrerinnen und -lehrer sowie Theologiedozentinnen und -dozenten.
Die gut 600 Autoren kommen aus unterschiedlichen Fachgebieten (z. B. Theologie, Alte Geschichte, Altorientalistik). Herausgeber sind Michaela Bauks und Michael Pietsch (Altes Testament) sowie Stefan Alkier (Neues Testament). Zudem arbeiten zwanzig Fachherausgeber an der Edition mit.
Der Volltext ist frei abrufbar. Für registrierte Benutzer stehen einige erweiterte Funktionen zur Verfügung.

## Mitherausgeber des alttestamentlichen Teils
- Andreas Michel

- Thomas Hieke
- Aaron Schart
- Markus Witte
- Jürgen van Oorschot
- Markus Saur
- Sebastian Grätz
- Erasmus Gaß
- Joachim F. Quack
- Doris Prechel
- Susanne Talabardon
- Klaus Koenen

## Mitherausgeber des neutestamentlichen Teils
- Christfried Böttrich
- Konrad Huber
- Esther Kobel Mouttet
- Claudia Janssen
- Moisés Mayordomo
- Tobias Nicklas
- Judith König
- Lena Lütticke
- Reinhard von Bendemann
- Michael Rydryck
- Michael Schneider